# Le Trésor secret de la montagne
Le Trésor secret de la montagne (Secrets of the Mountain) est un téléfilm canadien réalisé par Douglas Barr, diffusé en 2010.

## Synopsis
Lorsque le chalet familial est mis en vente, Dana James décide de s'y rendre avec ses enfants. Elle espère que ce voyage va réunifier sa famille. En arrivant, tous vont découvrir que la montagne cache un ancien secret. La recherche qui s'ensuit va mettre les nerfs de la famille à rude épreuve

## Fiche technique
- Titre original : Secrets of the Mountain
- Réalisation : Douglas Barr
- Scénario : Dante Amodeo et Douglas Barr
- Photographie : Pierre Jodoin
- Musique : Eric Allaman
- Pays : Canada
- Durée :102 min

## Distribution
- Paige Turco : Dana James
- Barry Bostwick : Henry Beecham
- Shawn Christian : Tom Kent
- Adelaide Kane : Jade Ann James
- Crawford Wilson : Jake James
- Kayla Carlson : Maddie James
- Andreas Apergis : Nigel Fowler
- Frank Schorpion : Colin James
- Allison Graham : Brandi James
- Rachel Pattee : Dana jeune